# 市川咲
市川 咲（いちかわ さき4月10日 - ）は日本の元タレント、元女優、元グラビアアイドル。
熊本県出身。

## 略歴
2011年
- 12月28日、asfiに研修生として加入。

2012年
- 5月3日、asfiの正規メンバーに昇格。

2013年
- 4月13日、『アイドルの穴〜日テレジェニックを探せ!〜』にて日テレジェニック2013候補生に選ばれる。
- 準日テレジェニック2013ベスト笹沼賞受賞。

2014年
- 6月16日、日テレジェニック2014に選出される[1]。

2015年
- 9月5日、Zepp DiverCityで行われた第1回東京アイドル音楽祭にて500回目のライブステージ出演を達成。

2016年
- 2月12日、古野愛奈、松田まみ、松本沙耶とともに新ユニットとしてお披露目される。
- 3月25日、新ユニットに藤谷つかさを加えた5人で仮面シスター結成が発表される。
- 7月25日、仮面シスターとしてライブステージデビューする。

2017年
- 11月26日、仮面シスターを卒業。
- 12月17日、asfiを卒業。

2021年
- 10月10日、アルテミスの翼にオーバーレオ・ルリとして加入。

2022年
- 11月5日、アルテミスの翼を卒業。

## 人物
- 特技はバク転。
- 趣味は動画配信サービスHuluでドラマを見ること。お気に入りのドラマは『ウォーキング・デッド』である。
- 他にも趣味として料理をすることがある。毎日料理をしていて、家族も喜んでくれているという。
- 好きな女性アイドルはAKB48の島崎遥香と乃木坂46の西野七瀬。日テレジェニック2014に選ばれ起用されたヤングマガジン（2014年7月28日 NO.33、講談社）の巻末グラビアページでは「どんな野心を抱いている？」という質問に「ぱるるさん（AKB48島崎遥香の愛称）と共演したい」と答えている。
- 好きなアーティストはAAAで、カラオケではAAAしか歌わないほど。
- ディズニーが好きで、嫌なことがあってもパークに遊びに行くと全て吹っ飛ぶ。ディズニーキャラクターの写真を撮るために一眼レフカメラを購入したいと考えていて、2015年11月下旬から貯金を始め、2016年6月に購入した。

## 出演

### テレビ
- アイドルの穴〜日テレジェニックを探せ!〜2013（2013年、日本テレビ系） - 日テレジェニック候補生
- 全国あまちゃんマップ（2013年10月14日、NHK） - 東京代表
- アイドルの穴〜日テレジェニックを探せ!〜2014（2014年、日本テレビ系） - 日テレジェニック
- つんつべ♂（2013年10月10日、TOKYO MX）[2]
- 獣電戦隊キョウリュウジャー（2014年2月9日、テレビ朝日）[3]
- 都市伝説バスター（2014年8月4日 - 9月16日、千葉テレビ）[4] - ヒロイン：明子 役
- Rの法則（2014年8月26日、NHK Eテレ）
- 24時間テレビ（2014年8月30日 - 31日、日本テレビ系）
- 妖怪女学園（2014年10月15日 - 12月24日、千葉TV）[5] - 姫子 役
- カンニングのDAI安☆吉日!（2015年7月8日、2015年7月19日、BSフジ）
- ザ・世界仰天ニュース「高校生SP」（2015年7月15日、日本テレビ系） - 再現VTR
- 東京暇人（2015年8月29日、9月5日、日本テレビ系）
- 手裏剣戦隊ニンニンジャー（2016年2月7日、テレビ朝日）
- 報道ステーションSUNDAY（2016年3月6日、テレビ朝日） - 「がれきの中のプレイボール」プロローグ出演
- 動物戦隊ジュウオウジャー（2016年5月29日、テレビ朝日）
- 全力坂（2016年6月29日、テレビ朝日） - 富士見坂
- 全力坂（2016年7月5日、テレビ朝日） - 鵜の木一丁目の坂
- Hot-Dog PRESS TV（2016年7月12日、8月2日、BS日本）
- 幸せ！ボンビーガール（2016年9月27日、日本テレビ系） - 「ボンビーおかげ飯」再現VTR
- 女神たちのかようび（2017年7月5日、千葉テレビ）
- バカリズムの30分ワンカット紀行（2017年12月4日、BSジャパン）
- 「透明彼女 season1」#5（2017年、V☆パラダイス）

### TV CM
- ZOA「日本語講座OA」篇

### 舞台
- アイドル甲子園シアター旗揚げ公演 AKIRA（2015年9月29日 - 10月4日、新宿シアターモリエール） - Bキャスト 栗原真 役
- DMM.yell presents 舞台「熱いぞ!猫ヶ谷!!」（2016年3月16日 - 20日、品川プリンスホテル クラブeX） - 左近 役
- Air studioプロデュース「十二人の怒れる人々」（2016年9月21日 - 25日、AQUA studio）
- 劇団ドリームプリンセス公演 第3弾「13月の女の子」（2017年1月25日 - 2月5日、新宿村LIVE） - 四ツ木まどか 役
- 「花魁の首」（2017年7月12日 - 17日、新宿村LIVE） - 高良姫 役
- 舞台版 まいっちんぐマチコ先生～臨海学校で人魚伝説！そんなことってアリエル？の巻～（2017年8月17日‐20日、築地ブティストホール） - 長崎まどか 役
- Otona Project 第10弾 演劇ユニット【爆走おとな小学生】第五回全校集会「勇者セイヤンの物語(仮)」（2017年11月8日 - 12日、CBGKシブゲキ！！） - キャロット 役
- 白と黒の忘年会〜納めて初めて仕事篇〜（2017年12月7日 - 10日、新宿村LIVE） - 音羽 役
- てやんDays（2017年12月30日 - 2018年1月2日、新宿シアターモリエール）
- 【爆走おとな小学生】第六回全校集会「初等教育ロイヤル」（2018年4月4日 - 8日、シアターサンモール） - 田中さん 役[6]
- Spicy Trickプロデュース「赤と黒と僕と君」（2018年10月23日 - 28日、劇場HOPE）

### 映像作品
- mineo ショートムービー[7]
- 仮面女子映画シリーズ第10弾「キセキのバトン」

### Web CM
- スマートフォンアプリ「サブカレ！」

### ラジオ
- 森谷威夫のお世話になります！！（2013年12月5日、KBS京都）
- だって好きなんだもん！（2014年11月22日、KBS京都）[8]
- 仮面シスターの祈ってちょーだい！（2017年6月17日 - 毎週土曜日、FMうらやす） - MC

### DVD
- シャングリラ（2012年4月16日、フェアリー）
- MIU（2012年7月20日、M.B.D.メディアブランド）
- saki、咲く！（2012年10月31日、エスデジタル）
- My Princess（2013年1月29日、ヴィータ）
- 純情サプリメント（2013年3月29日、スパイスビジュアル）

## 書籍

### 雑誌
- Top Yell（2013年6月6日、竹書房）
- フリーペーパー「iDolspot vol.9」（2013年9月10日発行）
- ヤングマガジン（2014年7月28日 NO.33、講談社） - 巻末グラビア
- BOMB（2014年8月号、学研プラス） - インタビュー記事掲載
- マガジン・マガジン【RUDO】（2・３月合併号） - スナップ
- カススク125 vol.26（2015年5月号、造形社） - 表紙、モデル
- EX MAX（2015年7月26日、ぶんか社）

### イベント
- 東京ゲームショウ2017「Xperia」ブース（2017年9月、幕張メッセ）[注 1]